# Portugal no Campeonato do Mundo de Futebol de 2018
A Seleção Portuguesa de Futebol foi uma das 32 seleções que participaram da Copa do Mundo FIFA de 2018. Foi sua sétima participação num Mundial e a quinta consecutiva desde 2002.

## Classificação
Portugal foi inserido no grupo B de qualificação para o Mundial 2018, a realizar na Rússia, juntamente com a Suíça, a Hungria, as Ilhas Faroé, a Letónia e Andorra. O primeiro encontro foi marcado para 6 de Setembro de 2016 contra a Suíça, em Basileia. Em preparação para esse encontro, a equipa apresentou-se aos adeptos no Estádio do Bessa, onde derrotou de forma fácil Gibraltar por 5-0. O jogo contra os Suíços pautou-se por uma derrota por 2-0, um golpe na moral da equipa e dos adeptos, ainda galvanizados com a conquista do Euro 2016. Esta foi a primeira derrota de Fernando Santos num jogo oficial ao comando da seleção.
O jogo contra Andorra no Estádio Municipal de Aveiro viu Cristiano Ronaldo igualar Eusébio, Nuno Gomes e Pauleta ao marcar 4 golos num só jogo. Os dois primeiros golos do capitão português foram marcados com 190 segundos de diferença, um novo recorde em apuramentos para o campeonato mundial. João Cancelo e André Silva estrearam-se a marcar pela seleção, fixando a vitória em 6-0 para os portugueses. Três dias depois, contra as Ilhas Faroé, em Tórshavn, os lusos repetiram este resultado, desta feita com um "hat trick" de André Silva e golos de Cristiano Ronaldo, João Moutinho e João Cancelo.
Na última jornada antes da pausa de inverno, os portugueses defrontaram a Letónia no Estádio do Algarve. Cristiano Ronaldo abriu o marcador com um penálti aos 28', tendo falhado um segundo penálti aos 59'. Moralizada, a equipa letã conseguiu empatar o jogo mas a reação de Portugal foi rápida, com William Carvalho a restabelecer a vantagem lusa dois minutos depois. Aos 84', Cristiano Ronaldo "matou" o jogo com um remate de primeira na pequena área após um centro de Quaresma. Já no prolongamento, Bruno Alves cabeceou com sucesso para o fundo das redes, fixando o resultado final em 4-1.
O primeiro jogo da seleção em 2017 foi disputado no Estádio da Luz contra a Hungria. Portugal esteve sempre por cima e ainda na primeira parte adiantou-se no marcador com golos de André Silva e Cristiano Ronaldo. O capitão da seleção marcaria de novo na segunda parte, de livre directo, fixando o resultado final em 3-0 e atingindo a marca de 70 golos pela seleção. A selecção defrontou dois dias depois a Suécia no Funchal, num encontro de preparação. A jogar pela primeira vez em casa, Cristiano Ronaldo abriu o marcador, igualando Miroslav Klose como terceiro melhor marcador de sempre a nível de seleções. Um auto-golo da Suécia colocou o resultado em 2-0 ao intervalo. Apesar da vantagem, os suecos acabariam por dar a volta ao marcador, fixando o resultado final em 3-2.
A 3 de Junho, frente ao Chipre no Estoril, Portugal venceu por 4-0, com golos de Moutinho, Pizzi e André Silva. Em Riga, frente à Letónia, no último jogo antes da Taça das Confederações, Portugal venceu por 3-0 com dois golos de Cristiano Ronaldo e um de André Silva.
O regresso da seleção aos jogos de qualificação deu-se a 31 de Julho, no Estádio do Bessa. Os portugueses não tiveram dificuldades em derrotar a seleção das Ilhas Faroé por 5-1. Cristiano Ronaldo somou mais um "hat trick" à sua conta pessoal, elevando o seu total de golos pela seleção para 78, e ultrapassando Pelé na lista de melhores marcadores de sempre por seleções. A 3 de Setembro, a seleção defrontou a Hungria em Budapeste. O jogo viu uma primeira parte muito agressiva por parte dos anfitriões, com Fábio Coentrão a sair lesionado aos 28' e Tamás Priskin a ser expulso dois minutos depois ao agredir Pepe. Apesar da superioridade numérica de Portugal, o marcador foi para intervalo a zero. André Silva marcou no início da segunda parte, e este resultado manteve-se inalterado até ao fim da partida.
Os dois últimos jogos viram Portugal obrigado a ganhar para se poder apurar directamente. Contra Andorra, a primeira parte não viu golos mas com a entrada de Cristiano Ronaldo ao intervalo o jogo mudou, com o capitão a abrir o marcador pouco depois do início da segunda parte. André Silva marcou o segundo golo, fixando o resultado em 2-0. O jogo decisivo contra a Suíça no Estádio da Luz viu um auto-golo da seleção helvética ainda na primeira parte inaugurar o marcador. André Silva marcou mais uma vez, carimbando o passaporte dos portugueses para a sua décima fase final consecutiva.
Apurada como cabeça de série, a equipa portuguesa marcou dois encontros particulares com a Arábia Saudita e os EUA a 10 e 14 de novembro, a disputar em Viseu e Leiria. Os portugueses venceram os sauditas por 3-0, com golos de Manuel Fernandes, regressado à seleção após cinco anos e também Gonçalo Guedes e João Mário, que se estrearam a marcar pela equipa portuguesa.
Contra os norte-americanos, Portugal esteve a perder mas conseguiu empatar ainda na primeira parte após um remate de Antunes. O marcador permaneceria inalterado em 1-1 até ao fim do jogo.
No dia 1 de Dezembro de 2017, em Moscovo, foi realizado o sorteio dos grupos da fase final do Mundial. Portugal ficou colocado no grupo B, juntamente com Espanha, Irão e Marrocos, com jogos disputados a 15, 20 e 25 de Junho em Sochi, Moscovo e Saransk, respectivamente.
As primeiras partidas da seleção em 2018 - e as últimas antes da convocatória para o Mundial - foram marcadas para 23 e 26 de Março, e consistiram em dois encontros particulares com as seleções do Egito e da Holanda. O primeiro, disputado em Zurique, pautou-se por uma vitória algo inesperada da equipa portuguesa, que esteve a perder até aos 91 minutos. Cristiano Ronaldo marcou ambos os tentos da reviravolta na compensação, após Mohamed Salah ter aberto o marcador aos 56'. Contra a seleção holandesa, Fernando Santos optou por um 11 titular quase totalmente diferente daquele que alinhara contra o Egito, testando elementos com menos jogos pela seleção. Os portugueses pressionaram muito desde o início, mas a Holanda surpreendeu em jogadas eficazes de contra-ataque, perante uma defesa e um meio campo com muitos espaços. O resultado final saldou-se em 3-0, a maior derrota da era Fernando Santos.
No dia 17 de Maio, Fernando Santos anunciou os 23 convocados. Éder, o herói da final do Euro 2016, ficou de fora da lista.
Antes da ida para a Rússia, a equipa programou três jogos de preparação. O primeiro foi disputado a 28 de Maio, no Estádio Municipal de Braga contra a Tunísia. André Silva inaugurou o marcador aos 22', marcando o golo nº 1000 da história da seleção portuguesa. João Mário ampliou o resultado para 2-0 pouco depois, mas os tunisinos chegariam ao empate durante a segunda parte, resultado que não se alterou até ao final. No dia 2 de junho, os portugueses defrontaram a Bélgica em Bruxelas. Apesar do jogo ter acabado com um empate sem golos, houve melhorias em relação à exibição anterior e a equipa mostrou estar mais coesa e unida na defesa, mas ainda com falta de pontaria na hora de rematar à baliza. O último jogo antes da partida para a Rússia foi disputado no Estádio da Luz, em Lisboa. Os portugueses não tiveram problemas em dominar a Argélia e venceram por 3-0, com golos de Gonçalo Guedes (que bisou) e Bruno Fernandes.

## Fase Final
No seu primeiro jogo no Campeonato Mundial, Portugal defrontou Espanha no Estádio Olímpico de Fisht, em Sochi, no dia 15 de junho. Num jogo repleto de emoções, Portugal começou praticamente a ganhar, com Cristiano Ronaldo a cobrar um pontapé de grande penalidade aos 3', o terceiro golo mais rápido na história dos mundiais. Pouco depois, Diego Costa repunha a igualdade, no seguimento de um lance em que derrubou Pepe sem que o árbitro tivesse assinalado falta. Contra a corrente do jogo, e mesmo antes do intervalo, De Gea deixou escapar a bola para dentro da baliza após defender um remate de Cristiano Ronaldo e Portugal retomou a vantagem no marcador. O regresso dos balneários viu Espanha com uma posse de bola avassaladora e os portugueses em grandes dificuldades. Nacho, com um grande remate de fora da área repôs a igualdade e Diego Costa fez o 3-2, após um livre. No entanto, Cristiano Ronaldo tinha ainda uma palavra a dizer. O capitão da seleção portuguesa colocou a bola no fundo das redes aos 88 minutos na cobrança de um livre directo, fechando o 51º "hat-trick" da carreira e sentenciando o jogo a um empate, que deixou tudo em aberto quando a vitória de Espanha parecia inevitável.
O segundo jogo foi disputado no Estádio Lujniki, em Moscovo, contra Marrocos no dia 20 de Junho. Como no encontro com Espanha, Portugal entrou a ganhar, com um golo de Cristiano Ronaldo no seguimento de um canto. Com este tento, o capitão português ultrapassou Ferenc Puskás no segundo lugar da lista de melhores marcadores de sempre por seleções. Apesar de Portugal chegar rapidamente à vantagem, os marroquinos pressionaram a equipa portuguesa de forma quase incessante, com Rui Patrício a defender um remate de Marrocos que podia também ter dado o empate. Apesar disso, o jogo terminou com a vitória portuguesa por 1-0.
O último encontro da fase de grupos foi disputado na Arena Mordovia, em Saransk a 25 de Junho. Portugal assumiu as despesas do jogo desde cedo, com o Irão muito recuado a tentar explorar o contra-ataque. Segundos antes do final da primeira parte, Ricardo Quaresma abriu o marcador com um grande golo de trivela de fora da área. Pouco depois, Cristiano Ronaldo falhou a conversão de um pontapé de grande penalidade após sofrer falta dentro da área. Portugal parecia estar perto da vitória pela margem mínima, mas já nos descontos o árbitro assinalou grande penalidade por mão na bola de Cédric Soares. O Irão conseguiu marcar, empatando a partida e deixando Portugal em segundo lugar do grupo B, já que a Espanha empatara com Marrocos em Kaliningrado. Desta forma, ficou definido que Portugal encontraria o Uruguai, primeiro classificado do Grupo A, nos oitavos-de-final, em Sochi.

O encontro dos oitavos de final decorreu no Estádio de Fisht no dia 30 de Junho. Portugal começou em desvantagem desde cedo, com uma jogada bem sucedida de ataque por parte dos uruguaios fazendo o 1-0, após um cabeceamento de Edinson Cavani. Portugal passou a atacar de forma continuada e conseguiu mesmo empatar na sequência de um canto após o início da segunda parte, com um golo de Pepe. No entanto, o Uruguai restabeleceu a vantagem menos de 5 minutos depois, com Cavani isolado na área a rematar sem hipóteses para Rui Patrício, colocando o resultado em 2-1. Portugal procurou incessantemente o empate, mas o resultado não se alteraria mais até ao fim do jogo e os portugueses acabariam desta forma por ficar fora do Mundial.
| Pos | Equipe      | Pts | J  | V | E | D | GP | GC | SG  | Classificado                              |  | POR | SUI | HUN | FRO | LVA | AND |
| --- | ----------- | --- | -- | - | - | - | -- | -- | --- | ----------------------------------------- |  | --- | --- | --- | --- | --- | --- |
| 1   | Portugal    | 27  | 10 | 9 | 0 | 1 | 32 | 4  | +28 | qualificadas para a Copa do Mundo de 2018 |  | —   | 2–0 | 3–0 | 5–1 | 4–1 | 6–0 |
| 2   | Suíça       | 27  | 10 | 9 | 0 | 1 | 23 | 7  | +16 | qualificadas para a segunda fase          |  | 2–0 | —   | 5–2 | 2–0 | 1–0 | 3–0 |
| 3   | Hungria     | 13  | 10 | 4 | 1 | 5 | 14 | 14 | 0   | Eliminado                                 |  | 0–1 | 2–3 | —   | 1–0 | 3–1 | 4–0 |
| 4   | Ilhas Faroé | 9   | 10 | 2 | 3 | 5 | 4  | 16 | −12 | Eliminado                                 |  | 0–6 | 0–2 | 0–0 | —   | 0–0 | 1–0 |
| 5   | Letónia     | 7   | 10 | 2 | 1 | 7 | 7  | 18 | −11 | Eliminado                                 |  | 0–3 | 0–3 | 0–2 | 0–2 | —   | 4–0 |
| 6   | Andorra     | 4   | 10 | 1 | 1 | 8 | 2  | 23 | −21 | Eliminado                                 |  | 0–2 | 1–2 | 1–0 | 0–0 | 0–1 | —   |

## Partidas
O calendário de partidas foi divulgado pela UEFA em 26 de julho de 2015, um dia após o sorteio ser realizado em São Petersburgo na Rússia.
| 6 de setembro de 2016 | Suíça                    | 2 – 0     | Portugal | St. Jakob-Park, Basileia                         |
| 20:45 (UTC+2)         | Embolo 24' · Mehmedi 30' | FIFA UEFA |          | Público: 36 000 Árbitro: ESP Antonio Mateu Lahoz |

| Suíça | Portugal |

| 7 de outubro de 2016 | Portugal                                                                | 6 – 0     | Andorra | Estádio Municipal, Aveiro                   |
| 19:45 (UTC+1)        | Cristiano Ronaldo 2', 4', 47', 68' · João Cancelo 44' · André Silva 86' | FIFA UEFA |         | Público: 25 120 Árbitro: AUT Oliver Drachta |

| Portugal | Andorra |

| 10 de outubro de 2016 | Ilhas Faroé | 0 – 6     | Portugal                                                                                     | Tórsvøllur, Tórshavn                          |
| 19:45 (UTC+1)         |             | FIFA UEFA | André Silva 12', 22', 37' · Cristiano Ronaldo 65' · João Moutinho 90+1' · João Cancelo 90+3' | Público: 4 780 Árbitro: LTU Gediminas Mažeika |

| Ilhas Faroé | Portugal |

| 13 de novembro de 2016 | Portugal                                                           | 4 – 1     | Letónia     | Estádio Algarve, Faro/Loulé                |
| 19:45 (UTC+0)          | Cristiano Ronaldo 28' (pen), 85' · William 70' · Bruno Alves 90+2' | FIFA UEFA | Zjuzins 67' | Público: 20 744 Árbitro: SCO Robert Madden |

| Portugal | Letónia |

| 25 de março de 2017 | Portugal                                     | 3 – 0     | Hungria | Estádio da Luz, Lisboa                        |
| 19:45 (UTC+0)       | André Silva 32' · Cristiano Ronaldo 36', 65' | FIFA UEFA |         | Público: 57 816 Árbitro: POL Szymon Marciniak |

| Portugal | Hungria |

| 9 de junho de 2017 | Letónia | 0 – 3     | Portugal                                     | Estádio Skonto, Riga                      |
| 21:45 (UTC+3)      |         | FIFA UEFA | Cristiano Ronaldo 41', 63' · André Silva 67' | Público: 8 179 Árbitro: ROU István Kovács |

| Letónia | Portugal |

| 31 de agosto de 2017 | Portugal                                                          | 5 – 1     | Ilhas Faroé     | Estádio do Bessa, Porto      |
| 19:45 (UTC+1)        | Cristiano Ronaldo 3', 29' (pen), 64' · William 58' · Oliveira 84' | FIFA UEFA | Baldvinsson 38' | Árbitro: SRB Srđan Jovanović |

| Portugal | Ilhas Faroé |

| 3 de setembro de 2017 | Hungria | 0 – 1     | Portugal        | Groupama Arena, Budapeste                   |
| 20:45 (UTC+2)         |         | FIFA UEFA | André Silva 48' | Público: 21 800 Árbitro: NED Danny Makkelie |

| Hungria | Portugal |

| 7 de outubro de 2017 | Andorra | 0 – 2     | Portugal                                | Estadi Nacional, Andorra-a-Velha             |
| 20:45 (UTC+2)        |         | FIFA UEFA | Cristiano Ronaldo 63' · André Silva 86' | Público: 3 193 Árbitro: CZE Miroslav Zelinka |

| Andorra | Portugal |

| 10 de outubro de 2017 | Portugal                             | 2 – 0     | Suíça | Estádio da Luz, Lisboa                    |
| 19:45 (UTC+1)         | Djourou 41' (g.c.) · André Silva 57' | FIFA UEFA |       | Público: 61 566 Árbitro: TUR Cüneyt Çakır |

| Portugal | Suíça |

### Artilheiros
14 gols (1)
- POR Cristiano Ronaldo

9 gols (1)
- POR André Silva

2 gols (2)
- POR João Cancelo
- POR William Carvalho

1 gol (3)
- POR Bruno Alves
- POR João Moutinho
- POR Nélson Oliveira

Gols contra (1)
- SUI Johan Djourou (para  Portugal)

## Convocados
A 17 de maio de 2018, o técnico da Seleção Portuguesa, Fernando Santos, anunciou os 23 jogadores convocados para a Copa do Mundo FIFA de 2018.
| 1  | Rui Patrício      | Goleiro    | 30 | 68  | Sporting          |  |  |
| 12 | Anthony Lopes     | Goleiro    | 27 | 6   | Lyon              |  |  |
| 22 | Beto              | Goleiro    | 35 | 12  | Göztepe           |  |  |
|    |                   |            |    |     |                   |  |  |
| 2  | Bruno Alves       | Zagueiro   | 36 | 95  | Rangers           |  |  |
| 3  | Pepe              | Zagueiro   | 35 | 90  | Beşiktaş          |  |  |
| 6  | José Fonte        | Zagueiro   | 34 | 28  | Dalian Yifang     |  |  |
| 13 | Rúben Dias        | Zagueiro   | 21 | 0   | Benfica           |  |  |
| 21 | Cédric Soares     | Lateral    | 26 | 26  | Southampton       |  |  |
| 15 | Ricardo Pereira   | Lateral    | 24 | 2   | Porto             |  |  |
| 5  | Raphaël Guerreiro | Lateral    | 24 | 21  | Borussia Dortmund |  |  |
| 19 | Mário Rui         | Lateral    | 26 | 1   | Napoli            |  |  |
|    |                   |            |    |     |                   |  |  |
| 4  | Manuel Fernandes  | Volante    | 32 | 12  | Lokomotiv         |  |  |
| 14 | William Carvalho  | Volante    | 26 | 40  | Sporting          |  |  |
| 23 | Adrien Silva      | Volante    | 29 | 21  | Leicester City    |  |  |
| 8  | João Moutinho     | Meio-Campo | 31 | 107 | Monaco            |  |  |
| 11 | Bernardo Silva    | Meio-Campo | 23 | 22  | Manchester City   |  |  |
| 10 | João Mário        | Meio-Campo | 25 | 33  | West Ham          |  |  |
| 16 | Bruno Fernandes   | Meio-Campo | 23 | 4   | Sporting          |  |  |
|    |                   |            |    |     |                   |  |  |
| 7  | Cristiano Ronaldo | Atacante   | 33 | 149 | Real Madrid       |  |  |
| 9  | André Silva       | Atacante   | 22 | 20  | Milan             |  |  |
| 17 | Gonçalo Guedes    | Atacante   | 21 | 7   | Valencia          |  |  |
| 18 | Gelson Martins    | Atacante   | 22 | 17  | Sporting          |  |  |
| 20 | Ricardo Quaresma  | Atacante   | 34 | 74  | Beşiktaş          |  |  |
|    |                   |            |    |     |                   |  |  |
|    | Fernando Santos   | Treinador  |    |     |                   |  |  |

## Copa do Mundo 2018

### Amistoso
| 23 March 2018 Amistoso | Portugal               | 2–1 | Egito       | Zürich, Switzerland                                                  |  |
| 20:45 CET (UTC+1)      | - Ronaldo 90+2', 90+4' |     | - Salah 56' | Estádio: Letzigrund Público: 19,869 Árbitro: Paolo Mazzoleni (Italy) |  |

| 26 March 2018 Amistoso | Portugal | 0–3 | Países Baixos                            | Geneva, Switzerland                                     |  |
| 20:30 CEST (UTC+2)     |          |     | - Depay 11' - Babel 32' - Van Dijk 45+2' | Estádio: Stade de Genève Árbitro: Ruddy Buquet (France) |  |

| 28 May 2018 Amistoso | Portugal                        | 2–2 | Tunísia                       | Braga, Portugal                                        |  |
| 19:45 WEST (UTC+1)   | - A. Silva 22' - João Mário 34' |     | - Badri 39' - Ben Youssef 64' | Estádio: Estádio Municipal Árbitro: Luca Banti (Italy) |  |

| 2 June 2018 Amistoso | Bélgica | 0–0 | Portugal | Brussels, Belgium                                               |  |
| 20:45 CEST (UTC+2)   |         |     |          | Estádio: King Baudouin Stadium Árbitro: Viktor Kassai (Hungary) |  |

| 7 June 2018 Amistoso | Portugal                           | 3–0       | Argélia | Lisbon, Portugal                                                        |  |
| 16:15 WEST (UTC+1)   | Guedes 17', 55' · B. Fernandes 37' | Relatório |         | Estádio: Estádio da Luz Público: 53,014 Árbitro: Craig Pawson (England) |  |

## Fase inicial
| Legenda                                                         |
| --------------------------------------------------------------- |
| Primeiro e segundo colocados do grupo avançam para a fase final |

| Pos | Equipe   | Pts | J | V | E | D | GP | GC | SG | Classificado      |
| --- | -------- | --- | - | - | - | - | -- | -- | -- | ----------------- |
| 1   | Espanha  | 5   | 3 | 1 | 2 | 0 | 6  | 5  | +1 | Fase eliminatória |
| 2   | Portugal | 5   | 3 | 1 | 2 | 0 | 5  | 4  | +1 | Fase eliminatória |
| 3   | Irã      | 4   | 3 | 1 | 1 | 1 | 2  | 2  | 0  | Eliminado         |
| 4   | Marrocos | 1   | 3 | 0 | 1 | 2 | 2  | 4  | −2 | Eliminado         |

### Portugal vs. Espanha
| 15 de junho   | Portugal                             | 3 – 3     | Espanha                          | Estádio Olímpico de Fisht, Sóchi             |
| 21:00 (UTC+3) | Cristiano Ronaldo 4' (pen), 44', 88' | Relatório | Diego Costa 24', 55' · Nacho 58' | Público: 43 866 Árbitro: ITA Gianluca Rocchi |

| Portugal | Espanha |

| G               | 1  | Rui Patrício      |     |     |
| LD              | 21 | Cédric            |     |     |
| Z               | 3  | Pepe              |     |     |
| Z               | 6  | José Fonte        |     |     |
| LE              | 5  | Raphaël Guerreiro |     |     |
| V               | 14 | William Carvalho  |     |     |
| V               | 8  | João Moutinho     |     |     |
| M               | 11 | Bernardo Silva    |     | 69' |
| M               | 17 | Gonçalo Guedes    |     | 80' |
| M               | 16 | Bruno Fernandes   | 28' | 68' |
| A               | 7  | Cristiano Ronaldo |     |     |
| Substituições:  |    |                   |     |     |
| M               | 10 | João Mário        |     | 68' |
| A               | 20 | Ricardo Quaresma  |     | 69' |
| A               | 9  | André Silva       |     | 80' |
| Técnico:        |    |                   |     |     |
| Fernando Santos |    |                   |     |     |

| G               | 1  | David de Gea    |     |     |
| LD              | 4  | Nacho           |     |     |
| Z               | 3  | Gerard Piqué    |     |     |
| Z               | 15 | Sergio Ramos    |     |     |
| LE              | 18 | Jordi Alba      |     |     |
| V               | 5  | Sergio Busquets | 17' |     |
| V               | 8  | Koke            |     |     |
| M               | 21 | David Silva     |     | 86' |
| M               | 22 | Isco            |     |     |
| M               | 6  | Andrés Iniesta  |     | 70' |
| A               | 19 | Diego Costa     |     | 77' |
| Substituições:  |    |                 |     |     |
| V               | 10 | Thiago          |     | 70' |
| M               | 17 | Iago Aspas      |     | 77' |
| M               | 11 | Lucas Vázquez   |     | 86' |
| Técnico:        |    |                 |     |     |
| Fernando Hierro |    |                 |     |     |

| Homem do Jogo: Cristiano Ronaldo Bandeirinhas: Elenito Di Liberatore Mauro Tonolini Quarto árbitro: Ryuji Sato Quinto árbitro: Toru Sagara Árbitro assistente de vídeo: Massimiliano Irrati Árbitros assistentes de árbitro de vídeo: Paolo Valeri Carlos Astroza Daniele Orsato |

### Portugal vs. Marrocos
| 20 de junho   | Portugal             | 1 – 0     | Marrocos | Estádio Lujniki, Moscou                  |
| 15:00 (UTC+3) | Cristiano Ronaldo 4' | Relatório |          | Público: 78 011 Árbitro: USA Mark Geiger |

| Portugal | Marrocos |

| G               | 1  | Rui Patrício      |       |     |
| LD              | 21 | Cédric Soares     |       |     |
| Z               | 3  | Pepe              |       |     |
| Z               | 6  | José Fonte        |       |     |
| LE              | 5  | Raphaël Guerreiro |       |     |
| M               | 11 | Bernardo Silva    |       | 59' |
| M               | 14 | William Carvalho  |       |     |
| M               | 8  | João Moutinho     |       | 89' |
| M               | 10 | João Mário        |       | 70' |
| A               | 17 | Gonçalo Guedes    |       |     |
| A               | 7  | Cristiano Ronaldo |       |     |
| Substituições:  |    |                   |       |     |
| V               | 18 | Gelson Martins    |       | 59' |
| M               | 16 | Bruno Fernandes   |       | 70' |
| M               | 23 | Adrien Silva      | 90+2' | 89' |
| Treinador:      |    |                   |       |     |
| Fernando Santos |    |                   |       |     |

| G              | 12 | Munir Mohamedi  |     |     |
| LD             | 17 | Nabil Dirar     |     |     |
| Z              | 5  | Mehdi Benatia   | 40' |     |
| Z              | 4  | Manuel da Costa |     |     |
| LE             | 2  | Achraf Hakimi   |     |     |
| V              | 8  | Karim El Ahmadi |     | 86' |
| V              | 14 | Mbark Boussoufa |     |     |
| M              | 16 | Nordin Amrabat  |     |     |
| M              | 10 | Younès Belhanda |     | 75' |
| M              | 7  | Hakim Ziyech    |     |     |
| A              | 13 | Khalid Boutaïb  |     | 70' |
| Substituições: |    |                 |     |     |
| V              | 9  | Ayoub El Kaabi  |     | 70' |
| M              | 23 | Mehdi Carcela   |     | 75' |
| M              | 11 | Fayçal Fajr     |     | 86' |
| Treinador:     |    |                 |     |     |
| Hervé Renard   |    |                 |     |     |

| Homem do Jogo: Cristiano Ronaldo Bandeirinhas: Joe Fletcher Frank Anderson Quarto árbitro: Sergei Karasev Quinto árbitro: Anton Averianov Árbitro assistente de vídeo: Felix Zwayer Árbitros assistentes de árbitro de vídeo: Jair Marrufo Simon Lount Bastian Dankert |

### Irã vs. Portugal
| 25 de junho   | Irã                    | 1 – 1     | Portugal     | Arena Mordovia, Saransk                      |
| 21:00 (UTC+3) | Ansarifard 90+3' (pen) | Relatório | Quaresma 45' | Público: 41 685 Árbitro: PAR Enrique Cáceres |

| Irã | Portugal |

| G              | 1  | Alireza Beiranvand   |     |     |
| LD             | 23 | Ramin Rezaeian       |     |     |
| Z              | 19 | Majid Hosseini       |     |     |
| Z              | 8  | Morteza Pouraliganji |     |     |
| LE             | 3  | Ehsan Hajsafi        | 52' | 56' |
| V              | 6  | Saeid Ezatolahi      |     | 76' |
| M              | 18 | Alireza Jahanbakhsh  |     | 70' |
| M              | 9  | Omid Ebrahimi        |     |     |
| M              | 17 | Mehdi Taremi         |     |     |
| M              | 11 | Vahid Amiri          |     |     |
| A              | 20 | Sardar Azmoun        | 54' |     |
| Substituições: |    |                      |     |     |
| Z              | 5  | Milad Mohammadi      |     | 56' |
| A              | 14 | Saman Ghoddos        |     | 70' |
| A              | 10 | Karim Ansarifard     |     | 76' |
| Treinador:     |    |                      |     |     |
| Carlos Queiroz |    |                      |     |     |

| G               | 1  | Rui Patrício      |       |       |
| LD              | 21 | Cédric            | 90+8' |       |
| Z               | 3  | Pepe              |       |       |
| Z               | 6  | José Fonte        |       |       |
| LE              | 5  | Raphaël Guerreiro | 33'   |       |
| M               | 20 | Ricardo Quaresma  | 64'   | 70'   |
| M               | 14 | William Carvalho  |       |       |
| M               | 23 | Adrien Silva      |       |       |
| M               | 10 | João Mário        |       | 84'   |
| A               | 9  | André Silva       |       | 90+6' |
| A               | 7  | Cristiano Ronaldo | 83'   |       |
| Substituições:  |    |                   |       |       |
| M               | 11 | Bernardo Silva    |       | 70'   |
| M               | 8  | João Moutinho     |       | 84'   |
| A               | 17 | Gonçalo Guedes    |       | 90+6' |
| Treinador:      |    |                   |       |       |
| Fernando Santos |    |                   |       |       |

| Homem do Jogo: Ricardo Quaresma Bandeirinhas: Eduardo Cardozo Juan Zorrilla Quarto árbitro: Mehdi Abid Charef Quinto árbitro: Anouar Hmila Árbitro assistente de vídeo: Massimiliano Irrati Árbitros assistentes de árbitro de vídeo: Gery Vargas Hernán Maidana Paolo Valeri |

## Fase final

### Oitavas de final
| 30 de junho   | Uruguai        | 2 – 1     | Portugal | Estádio Olímpico de Fisht, Sóchi         |
| 21:00 (UTC+3) | Cavani 7', 62' | Relatório | Pepe 55' | Público: 44 287 Árbitro: MEX César Ramos |

| Uruguai | Portugal |

| G              | 1  | Fernando Muslera   |  |     |
| LD             | 22 | Martín Cáceres     |  |     |
| Z              | 2  | José Giménez       |  |     |
| Z              | 3  | Diego Godín        |  |     |
| LE             | 17 | Diego Laxalt       |  |     |
| M              | 8  | Nahitan Nández     |  | 81' |
| M              | 14 | Lucas Torreira     |  |     |
| M              | 15 | Matías Vecino      |  |     |
| M              | 6  | Rodrigo Bentancur  |  | 63' |
| A              | 9  | Luis Suárez        |  |     |
| A              | 21 | Edinson Cavani     |  | 74' |
| Substituições: |    |                    |  |     |
| M              | 7  | Cristian Rodríguez |  | 63' |
| A              | 11 | Cristhian Stuani   |  | 74' |
| M              | 5  | Carlos Sánchez     |  | 81' |
| Treinador:     |    |                    |  |     |
| Óscar Tabárez  |    |                    |  |     |

| G               | 1  | Rui Patrício      |       |     |
| LD              | 15 | Ricardo Pereira   |       |     |
| Z               | 3  | Pepe              |       |     |
| Z               | 6  | José Fonte        |       |     |
| LE              | 5  | Raphaël Guerreiro |       |     |
| M               | 11 | Bernardo Silva    |       |     |
| M               | 14 | William Carvalho  |       |     |
| M               | 23 | Adrien Silva      |       | 65' |
| M               | 10 | João Mário        |       | 84' |
| A               | 17 | Gonçalo Guedes    |       | 74' |
| A               | 7  | Cristiano Ronaldo | 90+3' |     |
| Substituições:  |    |                   |       |     |
| A               | 20 | Ricardo Quaresma  |       | 65' |
| A               | 9  | André Silva       |       | 74' |
| M               | 4  | Manuel Fernandes  |       | 84' |
| Treinador:      |    |                   |       |     |
| Fernando Santos |    |                   |       |     |

| Homem do Jogo: Edinson Cavani Bandeirinhas: Marvin Torrentera Miguel Hernández Quarto árbitro: Jair Marrufo Quinto árbitro: Corey Rockwell Árbitro assistente de vídeo: Mark Geiger Árbitros assistentes de árbitro de vídeo: Bastian Dankert Joe Fletcher Danny Makkelie |